# Hilbert, Wisconsin
Hilbert är en ort (village) i Calumet County i Wisconsin i USA. Vid 2010 års folkräkning hade Hilbert 1 132 invånare.

## Kända personer från Hilbert
- Bunny Berigan, jazzmusiker